# Taekwondo do Brasil
No Brasil em julho de 1970 em São Paulo, trazido pelo Mestre Sang Min Cho, enviado oficialmente pela International Taekwondo Federation juntamente vieram os Mestres Sang  In Kim, Kun Mo Bang e Jung Roul Kim, e depois outros como Kum Joon Kwon, Woo Jae Lee, Kwang Soo Shin, Hee Song Kim, Yeong Hwan Park, Soon Myong Choi, Ju Yol Oh, Yeo Jin Kim, Te Bo Lee, Hong Soon Kang, Sung Jang Hong, entre outros, também se estabeleceram no Brasil, proporcionando um desenvolvimento maior da arte.
As revistas em quadrinhos Kung Fu e Mestre Kim da Bloch Editores foram duas das maiores divulgadores da arte-marcial, a segunda foi inspirada no mestre coreano Yong Min Kim.
Na realidade o TaeKwonDo foi introduzido no Brasil em 1968 pelo Mestre Jung Do Lim. Esse fato está Registrado na Atual CBTK, antiga Federação Brasileira de Pugilismo. No 31 de Janeiro de1974, em que o Departamento Especial de Karatê da - CBP (Confederação Brasileira de Pugilismo) emite parecer favorável a criação do Departamento Especial de Taekwondo. O parecer enviado ao presidente da CBP, Gen. Eurico de Andrade Neves Filho, assinado por Almeridio de Barros e Yasutaka Tanaka, responsáveis pelo caratê na CBP na época, atendia a diversos ofícios e cartas enviados pela Associação de Taekwon-Do da Bahia no início dos anos 70 até a data do parecer em definitivo. Na criação estariam presentes cinco Mestres: Sang Min Cho (SP, chegado ao Brasil em 1970), Kum Jun Kwon (SP, 1971), Sang In Kim (SP, 1971), Kwang Soo Shin (SP, 1971) e Woo Jae Lee (SP, 1971 e RJ, 1972), Do grupo de pioneiros no Nordeste (então ligados à KTA, mais tarde WTF, via Moo Duk Kwan): Jung Do Lim (BA, 1968) e Jung Roul Kim (BA, 1971, SE, 1972 e RJ, 1973).

## Datas Importantes
1970 - 8 de agosto - O Taekwondo é oficialmente introduzido no Brasil.
1973 - 19 de janeiro - 1º Campeonato Carioca de Taekwondo.
1973 - 25 de maio - 1º Campeonato Mundial de Taekwondo pela WTF, em Seul, Coreia do Sul.
1973 - 28 de maio - Fundação da World Taekwondo Federation (WTF).
2018- julho - 1º Campeonato Brasileiro de Taekwondo em São Paulo, SP.
INTRODUÇÃO DO TAEKWONDO NO ESTADO DE MINAS GERAIS
1976 - abril - O Taekwondo chega ao estado de Minas Gerais e os Mestres Yeong Hwan Park e Jong Chan Pyon, foram os pioneiros no estado mineiro. Mestre Pyon abandonou o esporte e o Mestre Park mantinha uma academia na região central da capital mineira, tendo falecido em 2012.
1978 - Chega a Belo Horizonte o Mestre Chang Seon Lim, que também procura o desenvolvimento do esporte.
Em Minas Gerais, existem duas Federações a saber; A Federação Mineira de Taekwondo (FMTKD),que é a pioneira Federação do Estado de Minas Gerais, fundada no dia 16 de julho de 1983 e a a Federação de Taekwondo do Estado de Minas Gerais (FTEMG), que foi fundada posteriormente em 28 de fevereiro de 1984. A primeira tem como Presidente o Sr. Marco Maciel Garcia de Carvalho e como Diretor Técnico, o Introdutor do Taekwondo no Estado, o Grão Mestre Yeong Hwan Park faixa preta 8° Dan(falecido em 2012) sucedido atualmente por seu filho o Grão Mestre Junio Yung Park faixa preta 7°Dan com certificação internacional do Kukiwon (orgão normativo máximo mundial do esporte) em Julho de 2015 sendo o mais novo Grão Mestre brasileiro em atividade que seguindo o legado do pai ainda mantém uma academia referência na modalidade na região central da capital mineira; a segunda, tem como Presidente, o Sr. Grão Mestre Chang Seon Lim faixa preta 9°Dan e Diretor Técnico, Mestre Marcelino Soares Barros.
1980 - 17 de julho - O Taekwondo torna-se modalidade oficial de competição do Comité Olímpico Internacional.
1984 - A Seleção Coreana de Taekwondo vem ao Brasil e participa do torneio 1.º Encontro Brasil-Coreia de Taekwondo.
1986 - O Taekwondo é disputado como modalidade oficial nos Jogos Asiáticos e Jogos Africanos. É realizado o 1º Campeonato Mundial Universitário.
1990 - O Brasil conquista sua primeira medalha de ouro em competiçōes oficiais internacionais,  com Fabio Goulart em Porto Rico , no 7. Campeonato Pan-americano.
1991 - O Brasil conquista uma medalha de bronze nos Jogos da Amizade, realizado nos Estados Unidos.
O Brasil conquista sua primeira Medalha de Ouro em Jogos Pan-americanos , com Fabio Goulart , em Cuba.
1991 - O Brasil conquista a sua primeira medalha em campeonatos mundiais. O atleta Jorge Gonçalves, do Distrito Federal conquistou a medalha de bronze no mundial da Grécia, em Atenas. Jorge era aluno do mestre Domingos de Abreu e sempre treinou na cidade satélite de Taguatinga, região administrativa do Distrito Federal.
1988 - O Taekwondo participa das Jogos Olímpicos de Seul como esporte de demonstração.
1992 - O Taekwondo participa das Jogos Olímpicos de Barcelona como esporte de demonstração.
2000 - Campeonato Mundial Júnior. Natália Falavigna conquista o primeiro Ouro em campeonatos mundiais.
2005 - Campeonato Mundial Adulto. Natália Falavigna conquista o Ouro na Espanha.
2007 - Jogos Pan-Americanos. Diogo Silva conquista a primeira medalha de ouro na categoria até 68 kg.
2008 - Jogos Olímpicos de Pequim. Natália Falavigna - medalha de bronze.
2009 - Universíadas. Natália Falavigna conquista o Ouro na Sérvia.
2009 - Natália Falavigna conquista o Ouro no Aberto da Áustria.
2013 - O 1º Grupo de Mestres brasileiros que se mobilizaram para realizar a especialização e buscar na Korea a certificação de Mestres Internacionais Kukkiwon, Equipe: Ms. Alexandre Gomes (2ª classe), Ms, Milclei Mattos,Ms. Liandro Pimentel, Ms. André Régis, Ms. Edmilson Pires, Ms. Giovani Borghetti e Ms. Jarbas Ferreira. Em 2012, os taekwondistas gaúchos, Mestres Alexandre Gomes e Cezar Nunes, realizaram a mesma especialização, mas encontrando-se casualmente. Outros Mestres brasileiros também já obtiveram esta especialização aqui mesmo no Brasil, em 2013 (quando o curso foi trazido para ser realizado aqui).

## Atletas brasileiros
O ano de 1991 foi o ano em que o Brasil conquistou sua primeira medalha em mundiais (Bronze), no mundial de Atenas (Grécia), com o atleta Jorge Gonçalves (do Distrito Federal, atualmente mestre no 6º dan). Jorge Gonçalves foi um atleta muito técnico, rápido e possuidor de um titchagui invejável e incomparável (perfeito). Fundador da Academia Olímpica no Distrito Federal, atualmente mora em Portugal seguindo a evolução de seus projetos pessoais. Enquanto residia no Brasil treinava atletas de alto nível na Academia Olímpica, da qual é fundador. Um desses exemplos é o atleta Ibi Aires que sagrou-se campeão Panamericano de 2006, dentre outras conquistas e o atleta Igor Clemente, membro da Seleção Brasileira 2015 categoria Cadetes e classificado para o Campeonato Mundial Cadetes realizado em Moju na Coréia do Sul entre os dias 23 e 26 de agosto de 2015. Desde 2018 a Olímpica está sob o comando do Mestre Alysson Vicuña (06º DAN Kukkiwon), aluno e discípulo do Mestre Jorge Gonçalves. Porém, a Conquista mais importante em 1991 foi a Medalha de ouro de Fábio Goulart , nos Jogos Pan-americanos de Cuba.  Fábio já havia conquistado a Primeira Medalha de ouro em competiçōes oficiais internacionais para
O Brasil em 1990, em Porto Rico, no Campeonato Pan-americano de Taekwondo.
Natália Falavigna, uma das maiores e mais vitoriosas lutadoras de artes marciais do mundo, é a brasileira com maior número de medalhas internacionais no taekwondo em toda história, única atleta no Brasil campeã mundial de taekwondo nas categorias júnior, adulta e universitária. Em 2000, viajou para a sua primeira competição internacional e conquistou para o Brasil a primeira medalha de ouro em campeonatos mundiais.
Em 2005, venceu o Campeonato Mundial Adulto em Madrid, na Espanha e foi eleita a melhor atleta brasileira do ano, ganhando o Prêmio Brasil Olímpico do COB. Em 2008, Nas Olimpíadas de Pequim, após empatar em 2 a 2 um disputadíssimo combate da semifinal contra a norueguesa Nina Solheim, e depois de novo empate no golden score ou Golden Point (Ponto de Ouro), uma decisão polêmica dos árbitros tirou de Falavigna a chance de disputar a medalha de ouro. Na disputa pelo bronze, Natália foi muito superior e derrotou a sueca Karolina Kedzierska por larga vantagem de 5 a 2.
Em 2009, Falavigna, foi a lutadora de maior destaque na Universíada, disputada em Belgrado(Sérvia), derrotando experientes adversárias de países orientais com tradição milenar nas artes marciais: Tailândia, Coreia e China. Natália ganhou o Ouro de forma espetacular ao bater a fortíssima chinesa Yingying Han, por 3 a 2 num emocionante e disputadíssimo combate final. A jornada até a final foi duríssima, conquistada após excelentes atuações contra as fortíssimas coreana Sae Bom Na (4 a 1), a yankee Maia Eubanks (2 a 0) e a agilíssima medalhista de bronze tailandesa Rapatkorn Prasopsuk (2 a 1).

## Liga Nacional de Taekwondo
A Liga Nacional de Taekwondo - LNT veio mudar a mentalidade antiga e renovar o quadro de pessoas que trabalham em prol do Taekwondo.
Na visão dos intelectuais das artes marciais, o crescimento rápido e contínuo da LNT é inevitável devido ao aumento dos representantes estaduais, hoje em todos os estados, motivados pelo trabalho, humildade e segurança demonstrados pelos dirigentes.
A LNT é uma entidade renovadora formada em sua maioria pela nova geração de praticantes e acredita que o Taekwondo só crescerá através de novas ideias e de sacrifícios: como investimentos dentro da Academia que garantam um nível de qualidade superior ao que é encontrado atualmente. Sabemos das dificuldades econômicas enfrentadas pela maioria das academias e por isso, incentivamos a procura de patrocínios e a participação maciça em Campeonatos, pois um título representa muito, tanto para o atleta como para aquele que pertence a Academia onde treina este campeão, pois o fato de estar perto de um "'ídolo" torna também uma parte dele.
O Taekwondo tem dois lados: a Arte Marcial e o Esporte. O Quartel General do Taekwondo (o Kukkiwon) cuida da Arte Marcial, responsabilizando-se pelas graduações, além dos estudos e análises que são realizados constantemente, visando o aperfeiçoamento técnico através da promoção de cursos, seminários e palestras. Inclui-se aqui a sua responsabilidade em emitir certificados internacionais de instrutores, árbitros e treinadores.
Como a Kukkiwon, a LNT tem a função de cuidar do lado tradicional do Taekwondo como arte marcial. A entidade é diretamente ligada as academia e aos instrutores para beneficiar os praticantes indiretamente. Por esta razão já promoveu muitos seminários, cursos, excursões e concentrações para melhorar e aprimorar e disciplinar a modalidade.
O Brasil ganha a renovadora Liga Nacional de Taekwondo, além de já existirem CBTKD, ITF do BRASIL, STF e ITS. A LNT é uma entidade oficial, de acordo com a lei no. 8.672. Esta entidade não depende das taxas recolhidas e sim do seu próprio trabalho. Mestre Yeo Jin Kim, idealizador dessa nova entidade, nos seus primeiros anos de trabalho, investiu parte de seu patrimônio, acreditando que o Taekwondo não pode explorar seus praticantes com cobrança de taxas abusivas, e sim auxiliá-los de alguma forma; bastando para tanto, pagamento de taxas praticamente simbólicas. Aos que não acreditaram em seu trabalho, hoje são obrigados a reconhecer que ele é um vencedor, até mesmo pela entidade concorrente (CBTKD); cada vez mais e mais praticantes do Brasil todo, vêem procurá-lo para mudar de lado. E todos estão muito satisfeitos com a troca que só lhes deu maior incentivo para trabalhar em prol do Taekwondo.

## Taekwondo por estado brasileiro
No Estado do Pará, existe a Federação Paraense do Desporto Taekwondo, presidida pelo Sr. Arnaldo Santos Porto Martins, que reformulou as relações de mestres e academias nessa região. O estado possui atualmente dois grão-mestres: Edison  Mayrinck e Gilmar da Silva (ambos 7º Dan); uma mestra de 5º Dan: Ivete Dias; três mestres de 4º Dan: Denilson Costa, Denison Oliveira e Orlando dos Anjos. O 1º mestre paraense foi o Mestre Denilson Costa.
No Estado de Santa Catarina, cidade de Chapecó, com sua capital Florianópolis, onde hão diversas academias relacionadas ao esporte, uma grande delas, localizada em Jurerê, é comendada pelo Sr Rodrigo da Rocha. Em 2013, um de seus atletas, Caio Zanella, foi vice-campeão panamericano na categoria sub-13. O estado possui atualmente dois mestres de 4° Dan: Julcinei Royeski e Welinton Ribeiro.
No Estado da Bahia, em sua capital, Salvador, o  “Dia do Taekwondo” foi sancionado pelo prefeito ACM Neto - publicado no Diário Oficial do Município (DOM) de 28.01.2014. A Lei nº 8.547/2014, de autoria do vereador Claudio Tinoco, instituiu 16 de janeiro para comemorar a data no município em homenagem à arte milenar de defesa pessoal e àqueles que praticam o esporte profissionalmente ou por lazer. A data foi escolhida em homenagem ao grão-mestre 

baiano Áttilla Torres, que se tornou, no dia 16 de janeiro de 2008,  o mais graduado do Estado (Faixa Preta 7º Dan) - graduação máxima alcançada até hoje por brasileiros, tornando esta data histórica para a Bahia.